# Ferrières-en-Gâtinais
Ferrières-en-Gâtinais település Franciaországban, Loiret megyében. Lakosainak száma 3794 fő (2022. január 1.). Ferrières-en-Gâtinais Bransles, Chevannes, Dordives, Fontenay-sur-Loing, Griselles és Paucourt községekkel határos.

## Népesség
A település népességének változása:
| Lakosok száma | 1473 | 2367 | 2896 | 3296 | 3598 | 3646 | 3687 | 3702 | 3712 | 3794 |
|               | 1968 | 1982 | 1990 | 2006 | 2013 | 2015 | 2017 | 2019 | 2020 | 2022 |